# 755年
| 千纪： | 1千纪                                                                                           |
| 世纪： | 7世纪 \| 8世纪 \| 9世纪                                                                         |
| 年代： | 720年代 \| 730年代 \| 740年代 \| 750年代 \| 760年代 \| 770年代 \| 780年代                       |
| 年份： | 750年 \| 751年 \| 752年 \| 753年 \| 754年 \| 755年 \| 756年 \| 757年 \| 758年 \| 759年 \| 760年 |
| 纪年： | 乙未年（羊年）；唐天寶十四載；南诏赞普钟四年；日本天平胜宝七岁；渤海国大興十八年                |

## 大事记
- 12月16日——范阳節度使安祿山起兵反唐，安史之亂開始。
- 南詔國王閣羅鳳乘安史之亂的機會，侵佔了唐朝的雟州、姚州和戎州，向西降伏了尋傳、驃國。
- 渤海文王大欽茂仿效唐的五京與都城制度，將渤海國都從“舊國”（今吉林省敦化市敖東城），遷徙到了上京龍泉府（今黑龍江省甯安縣渤海鎮）。
- 保加利亚首领泰莱茨（Телец）入侵拜占廷，遭拜占廷皇帝君士坦丁五世（718年－775年，57岁）击退。[來源請求]
- 伍麦叶王朝後裔阿卜杜-拉赫曼一世從安達魯西亞登陸伊比利半島，利用當地各穆斯林統治者及柏柏爾人部落的內訌，佔領塞維亞。

## 逝世
- 阿布·穆斯林，阿拔斯王朝开国功臣